# Karön

Karön ligger i Blekinge och är en av de största öarna i Ronneby skärgård. Denna grönskande ö, som tidigare var betesholme, bebyggdes i slutet av 1800-talet med ett flertal sommarhus, flera av dessa med glasverandor och snickarglädje. Även ett schweizeri uppfördes under samma tidsperiod där Restaurang Karö idag huserar. Under brunnsepoken var Karön ett populärt utflyktsmål för gästerna vid Ronneby Brunn. Ön ingår i det riksintresseområde för kulturmiljövården (K10) som förutom Karön omfattar stadsdelen Blekan och Ronneby brunn.
Karön ligger nära fastlandet och nås enklast med träbåten Karöline från Ekenäs. Karöline går i regelbunden trafik under sommarmånaderna. Det finns också en gästhamn på Karön.
På Karön finns en långgrund sandstrand med omklädningshytter och brygga, en semesterstugby och anlagda promenadstigar. Från Utsiktsberget har man vacker utsikt över skärgården åt syd och sydväst.